# Иехиэль из Парижа
Иехиэль бен Йосеф из Парижа (умер в 1286 в Акко) — духовный лидер еврейства Франции, крупный тосафист и глава иешивы в Париже, где училось около трёхсот учеников.

## Биография
Родился в городе Мьё (фр. Mieux) в Северной Франции. Учился у главы парижской иешивы Иехуды бен Ицхака. После его смерти в 1225 сам возглавил иешиву.
В 1240 участвовал в диспуте, инициированном королём Франции Людовиком Святым, с Николаем Донином, евреем, перешедшим в христианство, на котором, по мнению еврейских комментаторов того времени, довольно успешно смог ответить на его доводы о антихристианском содержание Талмуда. Однако предполагаемый успех в диспуте себя не оправдал, поскольку католики посчитали, что в диспуте победили они, и вскоре король приказал устроить публичное сожжение списков Талмуда, имеющихся у местных евреев. На центральную парижскую площадь привезли 24 телеги, наполненные книгами, и 17 июня 1242 все их сожгли. После этого акта последовали преследования евреев Франции.
В 1260 году раби Иехиэль с группой учеников переехал в Святую землю и воссоздал свою иешиву в Акко. 
Там же он умер в 1286 году.